# Кимстач, Евгений Иванович

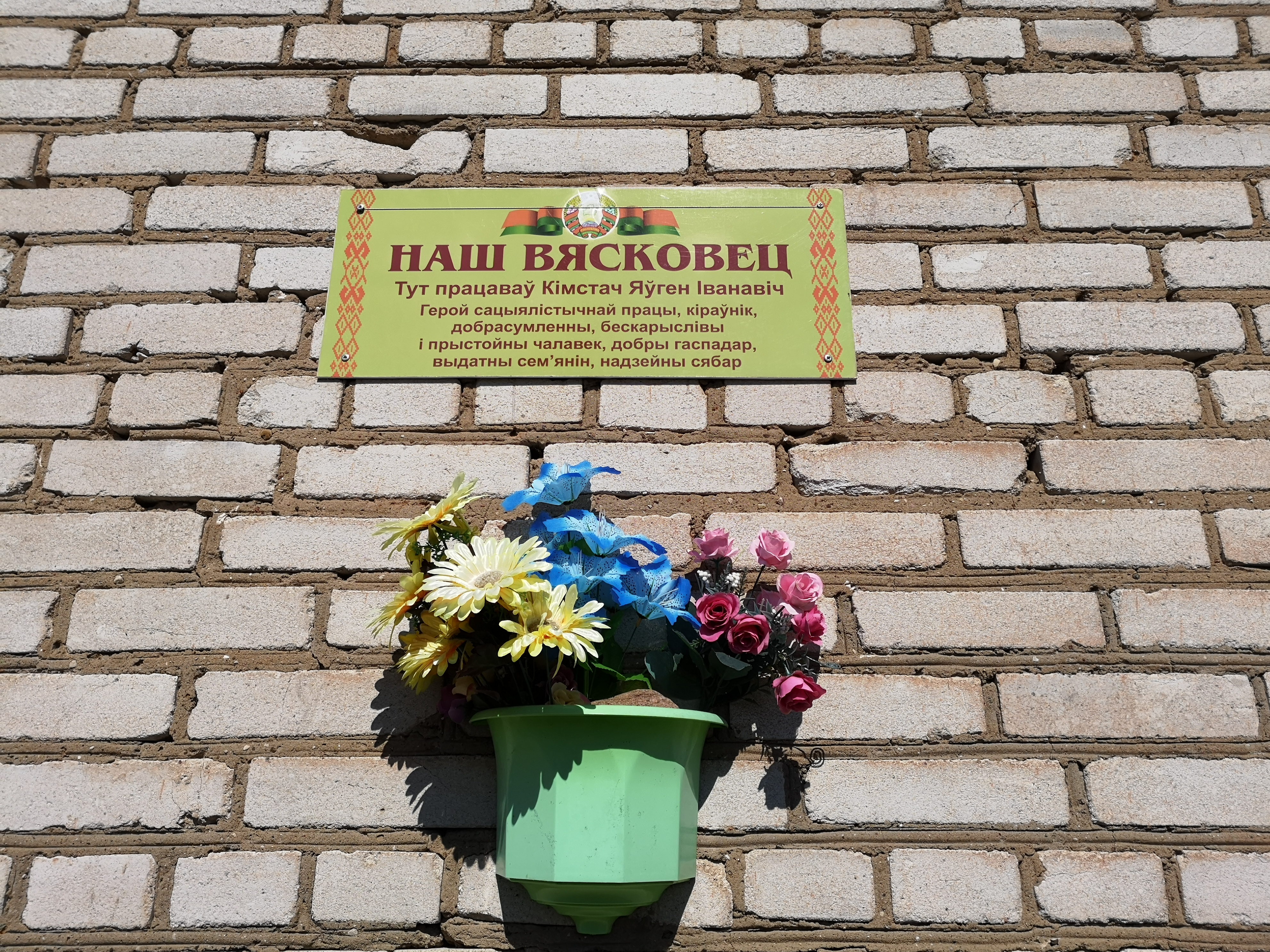
Памятная табличка в честь Е.И. Кимстача в д. Близница

Евгений Иванович Кимстач (бел. Яўген Іванавіч Кімстач; 5 августа 1931 года, деревня Поганьки, Полоцкий район, Витебская область, Белорусская ССР — 27 января 2013 года, Полоцкий район, Витебская область, Республика Беларусь) — председатель колхоза имени Сильницкого Полоцкого района Витебской области, Белорусская ССР. Герой Социалистического Труда (1981). Депутат Верховного Совета Белорусской ССР 9-го созыва. Заслуженный работник сельского хозяйства Белорусской ССР (1977).

## Биография
Родился в 1931 году в крестьянской семье в деревне Поганьки Полоцкого района. Трудовую деятельность начал в 1949 году рядовым колхозником в колхозе «Новый путь». В 1951—1954 годах проходил срочную службу в Советской Армии. В 1957—1958 годах — председатель Вороничского сельсовета. В 1958 году назначен председателем колхоза имени Сильницкого Полоцкого района. Руководил этим предприятием до 2006 года.
Вывел колхоз в число передовых сельскохозяйственных предприятий Белорусской ССР. Указом Президиума Верховного Совета СССР от 16 марта 1981 года «за выдающиеся успехи, достигнутые в выполнении заданий десятой пятилетки и социалистических обязательств по увеличению производства и продажи государству зерна, картофеля и других продуктов земледелия и животноводства» удостоен звания Героя Социалистического Труда с вручением ордена Ленина и золотой медали «Серп и Молот».
Участвовал во Всесоюзной выставке ВДНХ, где получил Золотую медаль.
Избирался членом ЦК Компартии Беларуси (с 1978 год), депутатом Верховного Совета Белорусской ССР 9-го созыва (1975—1980), депутатом Ворничского сельского и Витебского областного Советов народных депутатов.
После выхода на пенсию в 2006 году проживал в деревне Близница Полоцкого района. Скончался в 2013 году. Похоронен на сельском кладбище деревни Вороничи Полоцкого района. Улица в д. Близница, на которой он проживал, сейчас носит его имя - улица Е.И. Кимстача.
Сочинения
- Корма — это главное : [Рассказ пред. колхоза им. Сильницкого Полоц. р-на Витеб. обл. / Е. И. Кимстач. — Минск : Ураджай, 1987. — 52,[2] с.; 20 см. Кормопроизводство — Витеб. обл.

Награды
- Герой Социалистического Труда
- Орден Ленина — дважды (08.04.1971; 16.03.1981)
- Орден Трудового Красного Знамени (30.04.1966)

Память
В 2014 году в агрогородке Близница Полоцкого района была установлена мемориальная табличка в честь Героя Социалистического Труда.